# Chrotomys sibuyanensis
Chrotomys sibuyanensis är en gnagare i släktet randråttor som förekommer i Filippinerna. IUCN listar den med kunskapsbrist (DD).

## Utseende
Ett exemplar var 16 cm lång (huvud och bål), hade en 8,2 cm lång svans och vägde 104 g. Bakfötterna var 3,4 cm långa och öronen var 1,9 cm stora. Liksom andra släktmedlemmar har Chrotomys sibuyanensis korta kraftiga ben och en ganska tjock svans. Den mjuka och täta pälsen på ovansidan kännetecknas av tre längsgående strimmor på ryggens topp och sidorna är blek gråbruna. Den centrala strimman över ryggen är intensiv gulgrå och bredvid förekommer på varje sida en svartbrun till svart strimma. Strimmorna fortsätter fram till nosen. En tydlig gräns mot den gulgråa undersidan saknas. Några ställen på undersidan är silvergråa. Även läpparna är silvergråa och på kinderna förekommer gråbrun päls. Vid den bruna svansen är undersidan lite ljusare. Fjällen på svansen är små och vid varje fjäll finns tre fina bruna hår.

## Utbredning och ekologi
Denna gnagare förekommer endemisk i de centrala bergstrakterna på ön Sibuyan i centrala Filippinerna. Den första individen hittades vid 1325 meter över havet. Regionen är täckt av fuktig skog. Vegetationen dominerades av släktet Schizostachyum (en sort bambu), av släktet Freycinetia och av träd från släktet Podocarpus.
Fällan där den första individen fångades undersöktes under eftermiddagen. Antagligen hamnade djuret kort innan i fällan.